# بخاراییان سیبری

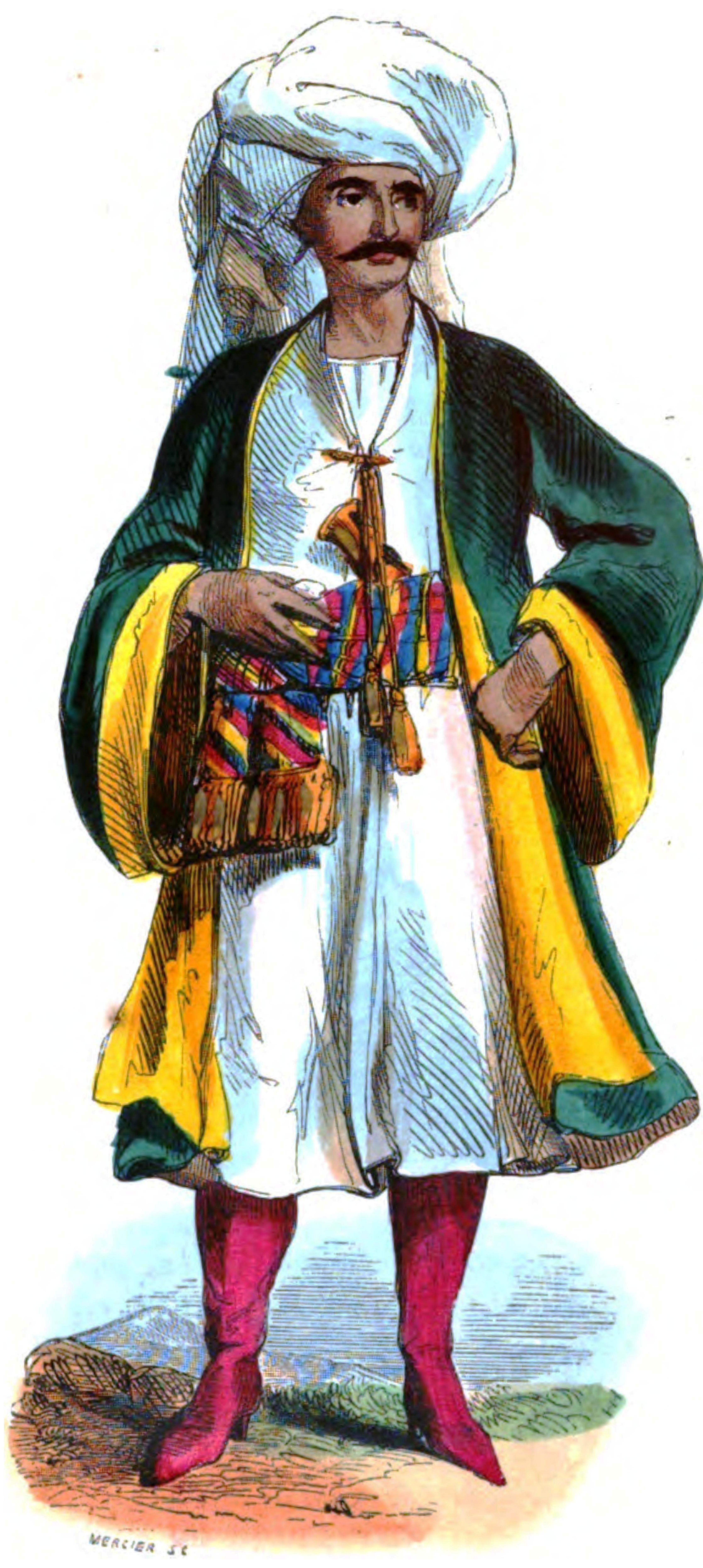
طرح‌نگاره‌ای از لباس بومی‌ومحلی بخاراییان

بخاراییان سیبری (در زبان محلی:بخارایی، به روسی: Бухарцы بوخارچی) از گروه‌های قومی سیبری هستند. ایشان از بازماندگان بازرگانانی هستند که از سدهٔ دهم هجری و از خانات بخارا به این سرزمین آمده‌اند و مسلمان و حنفی مذهب‌اند. مهاجرت بخاراییان به این سرزمین در نتیجهٔ تجارت و مبادلات اقتصادی فعال میان امیرنشین بخارا و سیبریه صورت پذیرفته‌است؛ چنانچه از اینجا و از طریق رود ایرتیش و دیگر رودهای قابل قایقرانی کالاهایی چون چرم، خز و ماهی را به فرارود می‌بردند و در مقابل کاغذ، میوهٔ خشک و مصنوعات فلزی و کالاهای زینتی را. بخاراییان با تاتارهای سیبری درآمیخته‌اند و به گویش محلی تاتار صحبت می‌کنند با این حال در زبان ایشان تعداد زیادی واژه فارسی وجود دارد.
نام این مردم از شهر تاجیک‌نشین بخارا در جمهوری ازبکستان امروزی آمده‌است. روس‌ها به‌طور کلی تمامی کاروان‌هایی را که از آسیای میانه می‌آمدند را، فارغ از اصالت و تبار، بخارایی می‌نامیدند و تصور درستی از جغرافیا و مردم آن منطقه نداشتند. از آنجا که بخارایی‌های مسلمان سیبری در روسیه از مزایا و امتیازات قانونی برخوردار بودند، تاتارهای بارابا گاهی خود را از آن‌ها جا می‌زدند.

## جمعیت
در سرشماری در سال ۱۹۲۶، تعداد بخاراییان سیبری ۲۳٬۷۰۰ تن اعلام شد که عمدتاً در توبولسک، تارا و تیومن ساکن بودند. در تیومن یک رایون وجود دارد که رسماً بخارایی‌نشین (به روسی: Бухарская слобода) نامیده شده‌است. چندین سکونت‌گاه در استان اومسک نیز توسط بخارایی‌ها ایجاد شده‌است.